# Peperomia castelosensis
Peperomia castelosensis är en pepparväxtart som beskrevs av Truman George Yuncker. Peperomia castelosensis ingår i släktet peperomior, och familjen pepparväxter. Inga underarter finns listade i Catalogue of Life.